# Phosphate de gallium
Le phosphate de gallium, ou orthophosphate de gallium, est un composé chimique de formule GaPO4. Il s'agit d'un solide incolore cristallisé dans le système trigonal avec une dureté 5,5 sur l'échelle de Mohs. Sa structure cristalline est isotypique de celle du quartz α (dioxyde de silicium SiO2) dans lequel les atomes de silicium sont remplacés alternativement par du gallium et du phosphore. Analogue au quartz, l'orthophosphate de gallium est constitué de tétraèdres GaO4 et PO4 légèrement inclinés les uns par rapport aux autres. Leur disposition en spirale le long de l'axe c donne des cristaux optiquement dextrogyres et lévogyres (énantiomorphisme). Il existe également un dihydrate GaPO4·2H2O cristallisé dans le système monoclinique selon le groupe d'espace P21/n (no 14, position 2) avec pour paramètres a = 977 pm, b = 964 pm, c = 968 pm et β = 102,7°.
Le phosphate de gallium peut être obtenu en faisant réagir de l'hydroxyde de gallium(III) Ga(OH)3 avec des oxoacides de phosphore. Le composé anhydre peut être obtenu en chauffant le dihydrate ou en faisant réagir le gallium métallique avec de l'acide phosphorique H3PO4. Comme pour la berlinite AlPO4, la croissance du cristal se produit de manière hydrothermale à des températures inférieures à 250 °C :
Ga(OH)3 + H3PO4 ⟶ GaPO4 + 3 H2O.
Le phosphate de gallium a des propriétés semblables à celles du dioxyde de silicium SiO2, avec un effet piézoélectrique double de celui de phosphate d'aluminium AlPO4, ce qui permet d'obtenir des coefficients de couplage électromécanique supérieurs. La transition de phase α ⟶ β du phosphate de gallium survient, selon les sources, autour de 933 °C ou 976 °C, température au-dessus de laquelle le cristal prend une structure cristobalite. Ce composé présente une luminescence ultraviolette.